# Lavenstein

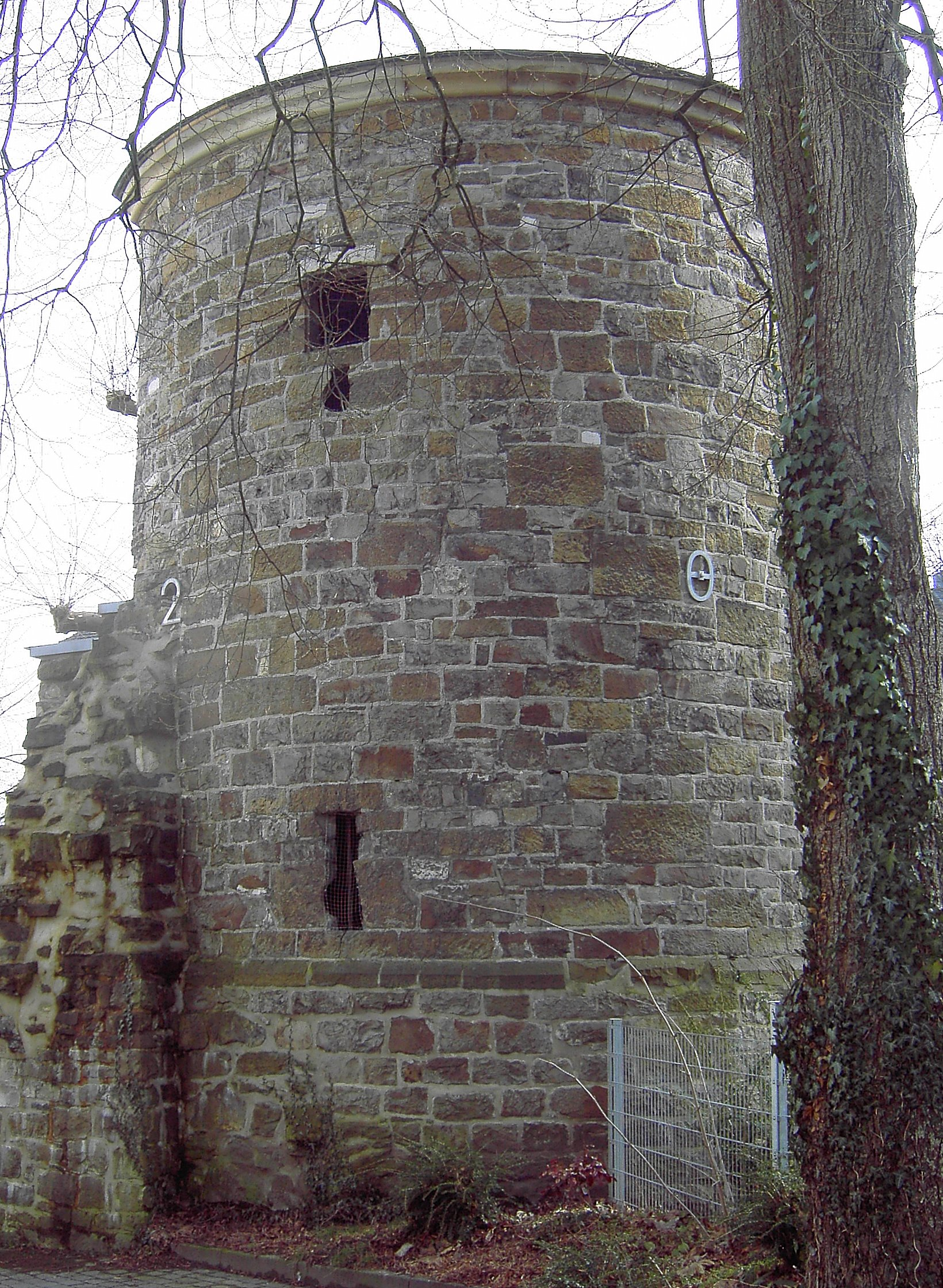
Feldseite

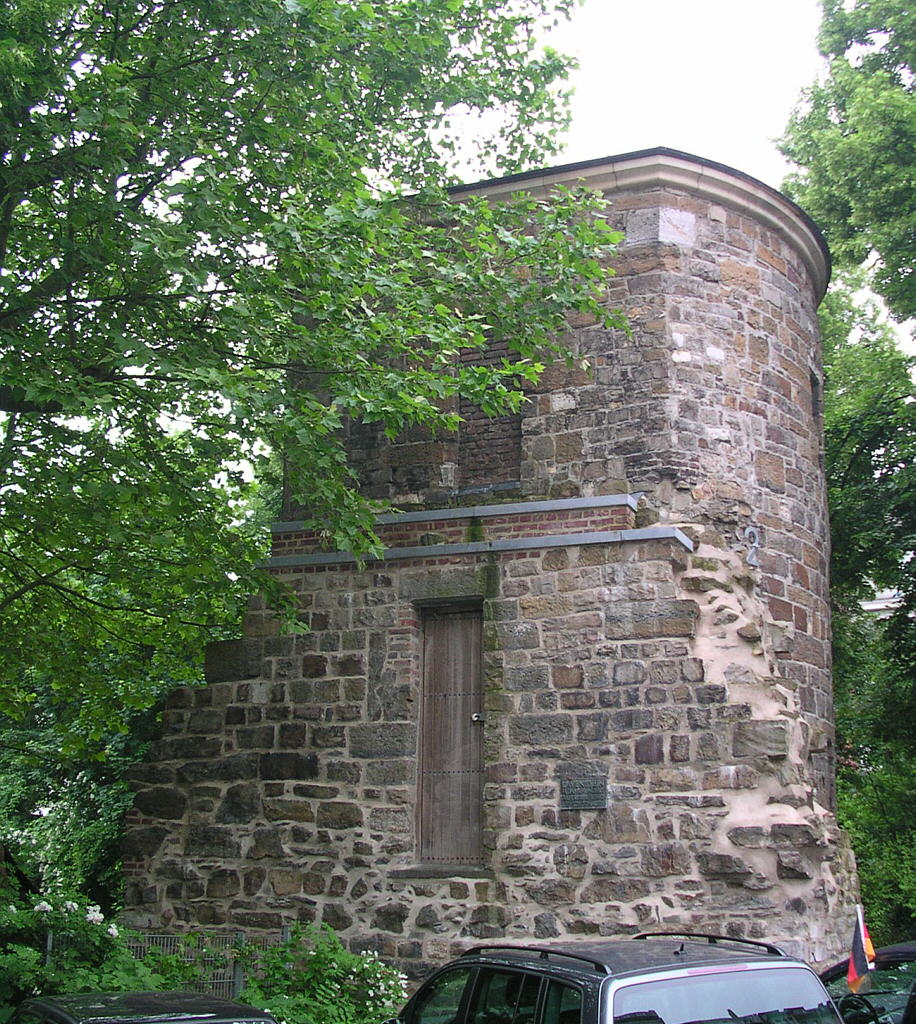
Stadtseite

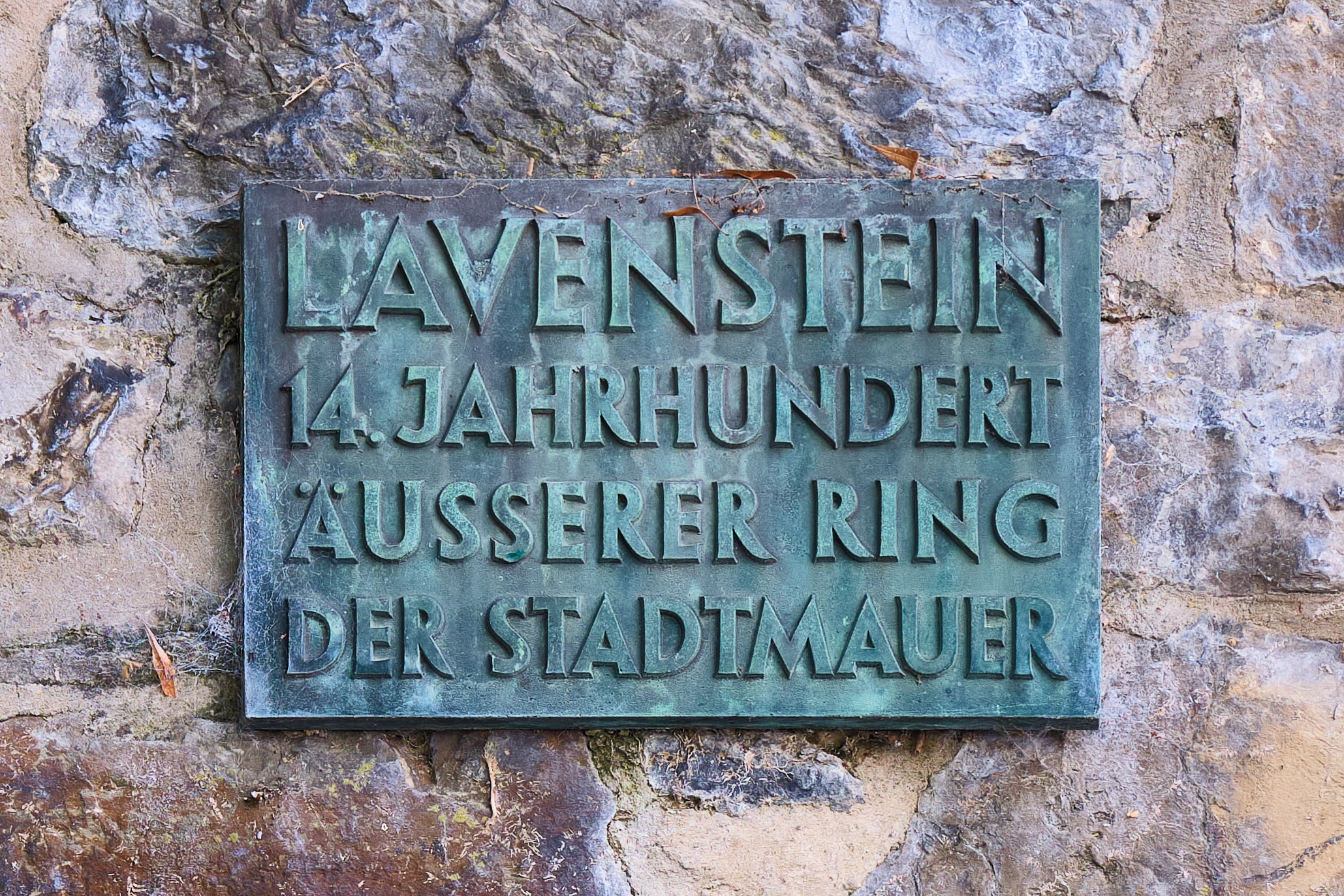
Gedenktafel

Der Lavenstein war ein Wehrturm der ca. 1300 bis 1350 errichteten äußeren Stadtmauer der Stadt Aachen. Er gehört zu den wenigen erhalten gebliebenen Türmen der ehemaligen Stadtbefestigung.

## Lage
Der Lavenstein steht in einem kleinen dreieckigen Park, der durch die Straßen Hubertusstraße, Boxgraben und Am Lavenstein begrenzt ist. Er stand als einziger Turm im Südwesten des äußeren Mauerrings zwischen dem Rostor und dem Jakobstor.

## Geschichte
Das Baudatum des Lavensteins ist nicht bekannt. Bei der Schleifung der Stadtmauer Anfang des 19. Jahrhunderts entging der Lavenstein der Zerstörung.
Ab dem 19. Jahrhundert nutzten die Aachener die Kühle innerhalb der gemauerten Wände des Lavenstein. Sie senkten den Boden des Turmes ab und lagerten in seinem Inneren Eis, das sie im Winter aus zugefrorenen Weihern in der Nachbarschaft beschafften. Abgedeckt hielt es sich zwischen den Mauern bis zum Sommer und konnte zur Kühlung von Speisen und Getränken verwendet und verkauft werden.

## Beschreibung
Der Lavenstein ist ein aus Bruchstein errichteter Rundturm mit einem Durchmesser von 6,60 m. Der Grundriss ist jedoch nicht ganz kreisförmig, sondern hat auf der Stadtseite an der Mauer eine Abflachung mit einer Länge von 4,20 m.
Der Turm ist zweigeschossig. Das Erdgeschoss konnte durch eine kleine Pforte vom Fuß der Stadtmauer aus erreicht werden. Das Betreten des Obergeschosses war nur über die Krone der Stadtmauer möglich. Aus diesem führt an der Mauer auf der Stadtseite eine Treppe auf das Dach. Beide Geschosse besitzen flache Kuppelgewölbe, ein Kranzgesims trägt ein flaches Kegeldach.
Das Erdgeschoss hatte drei Schießscharten für Bogen- und Armbrustschützen, zwei seitlich zum Graben hin und eine in der Mitte zum Feld hinaus. Das Obergeschoss hatte genau über den Schießscharten breitere Schießluken für den Einsatz von Geschützen wie z. B. Ballisten.
Die militärische Bedeutung des Lavenstein war jedoch nur gering. Er diente aufgrund seiner exponierten Lage als Beobachtungsturm. Eine Gedenktafel erinnert an die stadtgeschichtliche Bedeutung des Bauwerkes.